# Jaó (Goiânia)
O Jaó é um bairro nobre da cidade de Goiânia, localizado na região norte da capital, próximo ao Aeroporto Internacional Santa Genoveva.
O bairro foi construído por prisioneiros de guerra alemães em um projeto capitaneado pelo engenheiro Tristão Pereira da Fonseca Neto. A arquitetura do Jaó se diferenciava dos demais bairros de Goiânia na época, utilizando, como referências, o planejamento urbano de cidades europeias do século XX. A popularidade do bairro cresceu com a construção do Clube Jaó, de Ubirajara Berocan Leite. O bairro também é notório pelas múltiplas áreas verdes.
Segundo dados da Prefeitura de Goiânia, o Jaó é o 50º subdistrito de Goiânia. Segundo dados do Instituto Brasileiro de Geografia e Estatística (IBGE), divulgados pela prefeitura, no Censo 2010 a população do Jaó era de 6 985 pessoas.